# 終止針對記者犯罪不受懲罰現象國際日
終止針對記者犯罪不受懲罰現象國際日（英語：International Day to End Impunity for Crimes against Journalists）是聯合國承認的國際日，每年11月2日舉行。
這一天提請人們注意針對記者的犯罪不受懲罰的現象，該現象在全球範圍內仍然非常嚴重。根據聯合國教科文組織遇害記者觀察站的數據，2006年至2020年間，全世界共有1,200多名記者遇害，其中近十分之九的案件仍未得到司法解決。由於記者在向全體公民報道事實真相方面發揮著至關重要的作用，對襲擊記者的行為有罪不罰的破壞性影響尤為嚴重，限制了公眾的認識和建設性辯論。
11月2日，鼓勵世界各地的組織和個人談論本國尚未解決的案件，並致函政府和政府內部官員，要求採取行動伸張正義。教科文組織組織了一次關於教科文組織總幹事雙年度報告《記者安全和有罪不罰的危險》結論的宣傳活動，該報告收錄各國對教科文組織正式要求提供殺害記者和媒體工作者案件最新進展情況的答覆。教科文組織和世界各地的民間團體也將11月2日作為其他報告、活動和其他宣傳活動的發布日，這些活動都與侵犯言論自由罪不受懲罰的問題有關。

## 歷史
國際表達自由交流組織（IFEX）是一個由捍衛和促進言論自由權利的民間社會組織組成的全球網路，該組織宣布2011年11月23日為「結束有罪不罰現象國際日」。選擇這一周年紀念日是為了紀念2009年安帕圖安大屠殺（又稱馬京達瑙大屠殺），這是近代史上針對記者的最致命襲擊，共有57人被殺害，其中包括32名記者和媒體工作者。
2013年12月，在國際表達自由交流組織成員和其他捍衛表達自由的民間社會人士的大力遊說下，聯合國大會第70次全體會議通過第68/163號決議，承認11月2日為「終止針對記者犯罪不受懲罰現象國際日」。這一天標誌著吉斯蘭·杜邦和克勞德·韋隆的逝世，他們是當年早些時候在馬利採訪時遇害的兩名法國記者。
國際表達自由交流組織現在負責協調「消除有罪不罰現象運動」，該運動常年為所有因表達自由而成為暴力目標的個人進行宣傳。
自2013年起，國際新聞自由日全球紀念活動仍是一個獨特的機會，可藉以提高參與打擊針對記者和媒體專業人員的犯罪不受懲罰現象的所有行為者的認識，並促進他們之間的建設性對話。

## 外部連結
- The International Day to End Impunity for Crimes against Journalists (UN) Archive.today的存檔，存档日期2020-10-28
- The International Day to End Impunity for Crimes against Journalists (UNESCO) （页面存档备份，存于）
- UN Plan of Action on the Safety of Journalists and the Issue of Impunity （页面存档备份，存于）
- UNESCO's work on the Safety of Journalists （页面存档备份，存于）
- The No Impunity Campaign （页面存档备份，存于）